# Buseno
Buseno (bis 1943 offiziell Busen) ist eine politische Gemeinde im Schweizer Kanton Graubünden. Sie gehört zur Region Moesa.

## Geographie

Historisches Luftbild von Werner Friedli (1953)

Die Gemeinde besteht aus dem Dorf Buseno und dem Ortsteil Molina im Talgrund des unteren Teils des Calancatals sowie den Bergsiedlungen Giova und San Carlo. Das Dorf liegt an einem stark bewaldeten Hang rechtsseitig über dem Fluss Calancasca.
Vom gesamten Gemeindegebiet von 1126 ha sind 925 ha (über 82 %) von Wald und Gehölz bedeckt. Weitere 117 ha (meist gebirgige) sind unproduktive Fläche. Nur 63 ha sind landwirtschaftlich nutzbar, zumeist Alpsässen. Die restlichen 21 ha werden als Siedlungsfläche genutzt.
Buseno grenzt an Calanca, Castaneda, Grono, Roveredo GR, San Vittore GR und Santa Maria in Calanca.

## Geschichte
1548 erhielt das Dorf das Recht der eigenen Pfarrwahl, das bisher das Kapitel San Vittore innehatte. Politisch und ökonomisch wurde Buseno erst 1866, nach der endgültigen Teilung der früher dem ganzen Tale als Markgenossenschaft gehörenden Wälder und Alpweiden, eine vollkommen selbstständige Gemeinde. Pfarrregister seit 1654–1655.

## Wappen
Blasonierung: In Rot ein steigender goldener (gelber) Mond, überhöht von einem sechsstrahligen goldenen Stern. Mond und Stern sind Bestandteile des Familienwappens der Herren von Molina in den Farben der Sax-Misox.

## Bevölkerung
| Jahr      | 1611 | 1803 | 1850 | 1900 | 1950 | 1990 | 2000 | 2004 | 2010 | 2020 |
| Einwohner | 575  | 344  | 248  | 198  | 241  | 97   | 110  | 98   | 100  | 91   |

Von den Ende 2004 98 Bewohnern waren 93 Schweizer Staatsangehörige und fünf Zuwanderer.

## Wirtschaft
Ackerbau und Viehzucht sind auch heute noch vorherrschend. Früher fand eine starke Auswanderung von Glasern nach Frankreich und Harzern nach Österreich sowie Deutschland statt.

## Verkehr
Buseno ist von Süden her über die bei Grono im Misox abzweigende Kantonsstrasse erreichbar, die am gegenüberliegenden Ufer der Calancasca verläuft. Mit dem öffentlichen Verkehr war Buseno  seit dem 1. September 1884 durch die Pferdepost erschlossen. Seit dem 4. Juli 1921 verkehrten zwei Omnibusse, als die Società Anonima Automobili Calanca con sede in Arvigo den Betrieb aufnahm. Am 16. Mai 1931 wurde wegen finanzieller Schwierigkeiten der Betrieb durch die Post (Postautohalter) übernommen.

## Politik
Gemeindepräsident ist Romolo Giulietti (Stand 2023).

## Sehenswürdigkeiten

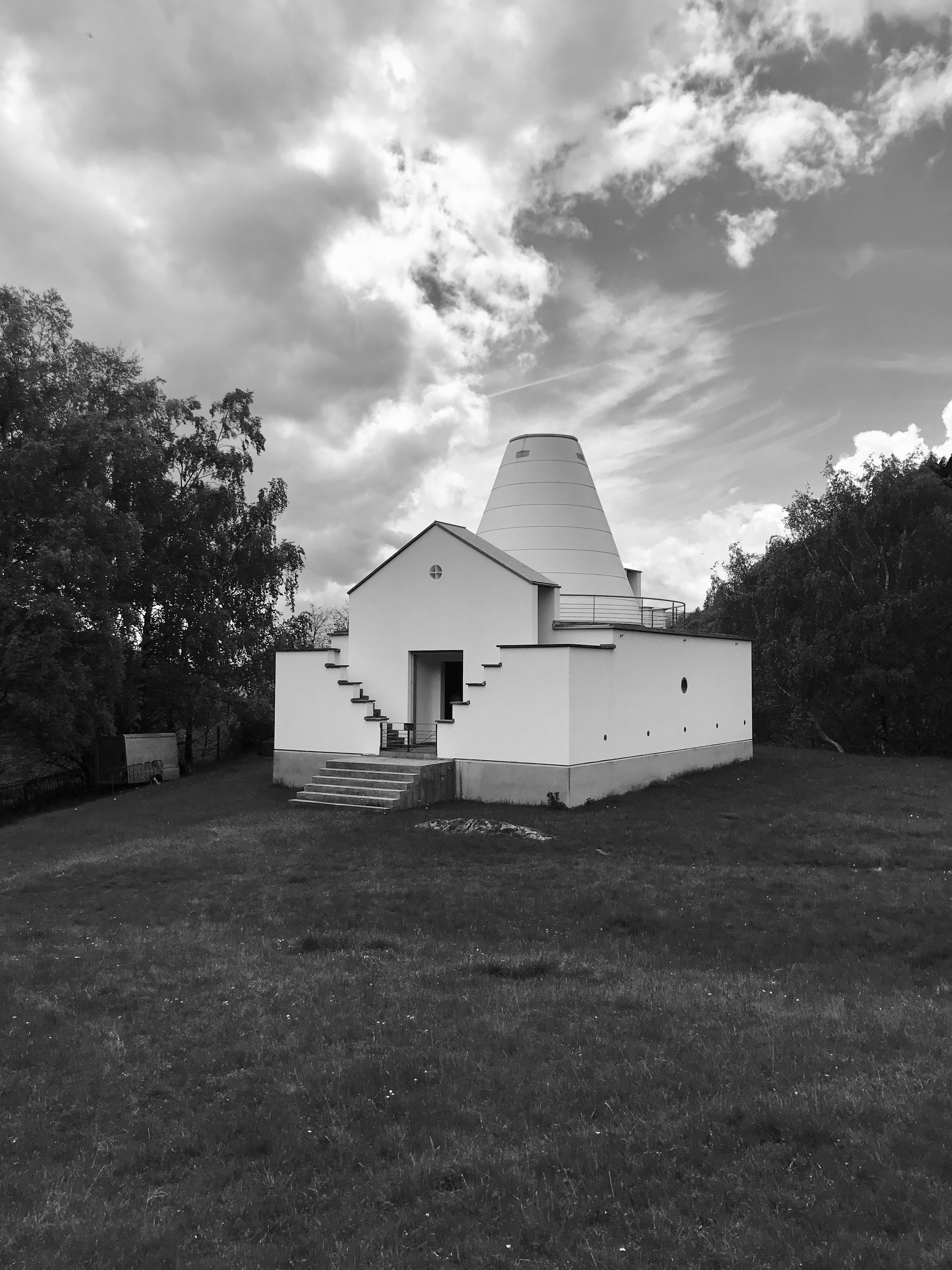
Chiesa Madonna di Fatima, Fraktion Giova-Buseno

- Die katholische Pfarrkirche SS. Pietro e Paolo, geweiht 1483, renoviert 1928, restauriert 1984–1994.[10][11]
- Oratorium San Carlo Borromeo in der Ortschaft Mazzucan[10]
- Die Kapelle Chiesa Madonna di Fatima (1988) in der Ortschaft Giova, Architekten Mario Campi und Franco Pessina, Bauingenieur Edy Toscano, Felice Protti, Giudicetti & Baumann[10][12]
- Schalenstein (Zeichenstein) an der Grenze zu den Gemeinden Roveredo GR und San Vittore GR (1010 m ü. M.)[13]
- Schalenstein (Zeichenstein) an der Grenze zur Gemeinde San Vittore (1240 m ü. M.)[14]

## Persönlichkeiten
- Familie Molina[15]
  - Antonio Molina (* 1530 in Buseno; † nach 1567 ebenda), Bürgermeister in Traona (1565–1567)[16]
  - Orazio Molina (* um 1550 in Buseno † nach 1603 ebenda), studierte an der Sorbonne, Paris, öffentlicher Notar seit 1577, Bürgermeister in Traona (1601–1603)[17]
  - Antonio Molina (* um 1585 in Buseno; † nach dem 29. Dezember 1650 ebenda), Sohn des Orazio, studierte in Paris, Oberst im Dienst Frankreichs, Oberbürgermeister in Traona (1613–1615), Landvogt in Maienfeld (1630–1631) (1641–1643).

- Francesco Fumo (* 5. Dezember 1678 in Buseno; † nach 1749 ebenda), Schwiegersohn vom Architekten Giovanni Spazzi aus Lanzo d’Intelvi, Künstler. In Polen tätiger Bildhauer. Zwischen 1717 und 1731 schmückte er mehrere Paläste, darunter den in Wilanow (zwei Stuckzyklen von 1723), und schuf das Lubomirski-Epitaph in der Kirche der Heiligen Anna in Warschau (1727).[18][19][20][21]